# Zoumaling (sockenhuvudort i Kina, Hubei Sheng, lat 30,65, long 114,02)
Zoumaling är en sockenhuvudort i Kina. Den ligger i provinsen Hubei, i den centrala delen av landet, omkring 27 kilometer väster om provinshuvudstaden Wuhan. Antalet invånare är 26 744. Befolkningen består av 12 595 kvinnor och 14 149 män. Barn under 15 år utgör 11,0 %, vuxna 15-64 år 78 %, och äldre över 65 år 10,0 %.
Runt Zoumaling är det mycket tätbefolkat, med 1 095 invånare per kvadratkilometer. Närmaste större samhälle är Xiannüshan, 17,9 km väster om Zoumaling. Trakten runt Zoumaling består till största delen av jordbruksmark.
Genomsnittlig årsnederbörd är 1 631 millimeter. Den regnigaste månaden är juli, med i genomsnitt 255 mm nederbörd, och den torraste är december, med 20 mm nederbörd.